# Hong Kong First Division 1947/48
In 1947/48 werd het 36ste seizoen van de Hong Kong First Division League gespeeld voor voetbalclubs uit de toenmalige Britse kroonkolonie Brits Hongkong. Kitchee werd kampioen. 

## Eindstand
| Plaats | Club                         | Wed. | W  | G | V  | Saldo  | Ptn. |
| ------ | ---------------------------- | ---- | -- | - | -- | ------ | ---- |
| 1.     | Kitchee                      | 28   | 22 | 2 | 4  | 98:45  | 46   |
| 2.     | Sing Tao                     | 28   | 21 | 1 | 6  | 93:41  | 43   |
| 3.     | Kowloon Motor Bus            | 28   | 18 | 4 | 6  | 89:54  | 40   |
| 4.     | Chinese AA                   | 28   | 17 | 5 | 6  | 69:42  | 39   |
| 5.     | South China                  | 27   | 17 | 4 | 6  | 71:48  | 38   |
| 6.     | Eastern AA                   | 28   | 15 | 4 | 9  | 65:42  | 34   |
| 7.     | St Joseph's                  | 28   | 11 | 3 | 14 | 69:69  | 25   |
| 8.     | Hong Kong FC                 | 28   | 9  | 6 | 13 | 59:60  | 24   |
| 9.     | Kwong Wah                    | 28   | 8  | 7 | 13 | 68:85  | 23   |
| 10.    | Royal Inniskilling Fusiliers | 28   | 9  | 4 | 15 | 68:85  | 22   |
| 11.    | Royal Air Force              | 28   | 9  | 2 | 17 | 64:81  | 20   |
| 12.    | Police                       | 27   | 7  | 5 | 15 | 25:54  | 19   |
| 13.    | Royal Garrison Artillery     | 28   | 4  | 8 | 16 | 43:79  | 16   |
| 14.    | Buffs                        | 28   | 8  | 0 | 20 | 56:109 | 16   |
| 15.    | Royal Navy                   | 28   | 4  | 5 | 19 | 41:84  | 13   |

|  | Kampioen                                                    |
|  | Trok zich vrijwillig terug uit de competitie na dit seizoen |
|  | Fuseerden na dit seizoen tot de nieuwe club Army            |

### Kampioen
| Hong Kong First Division League 1947/48 |
| hong Kong                               |
| --------------------------------------- |
| KITCHEE Kampioen (1° titel)             |